# Gaze

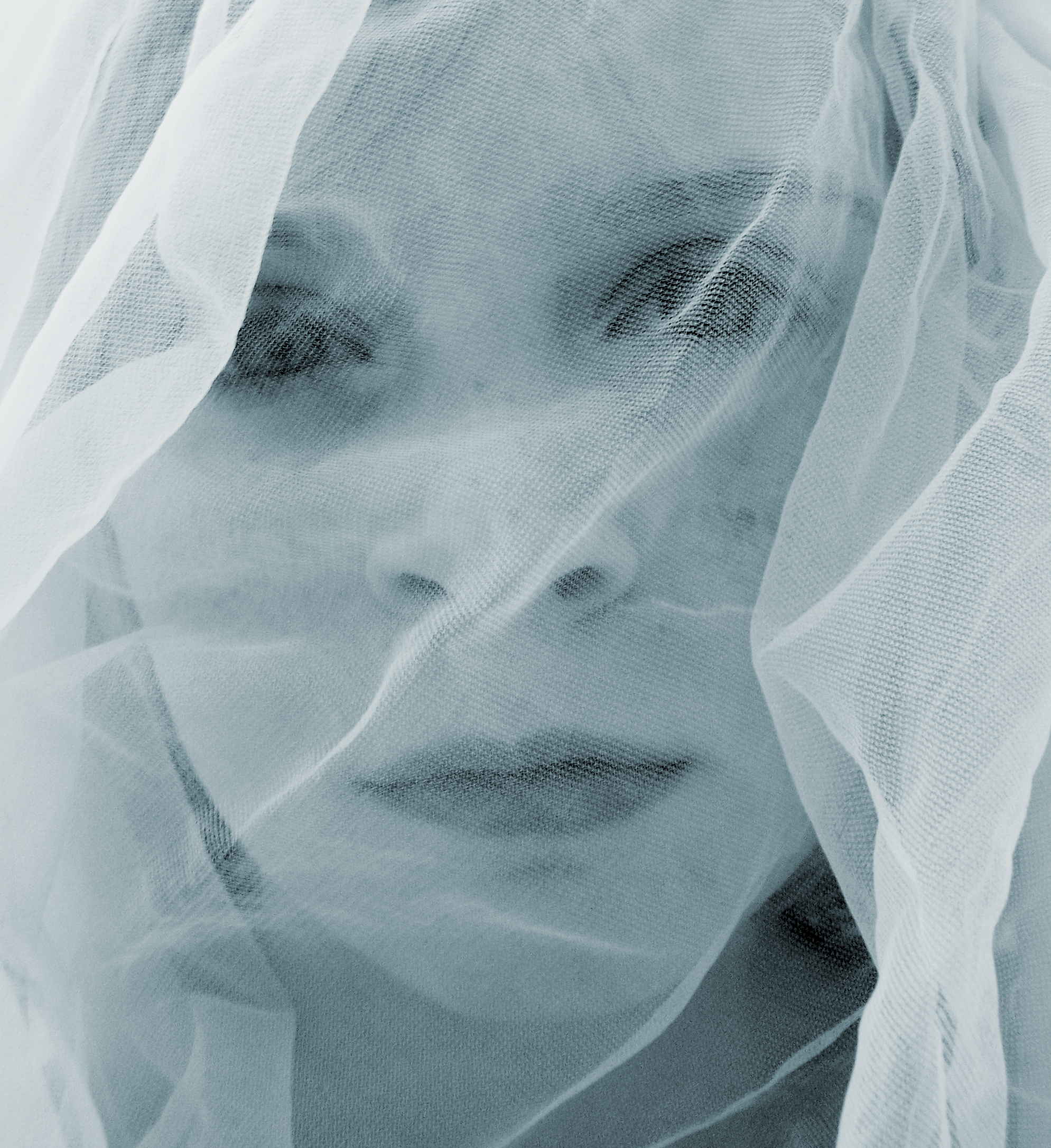
Véu de gaze

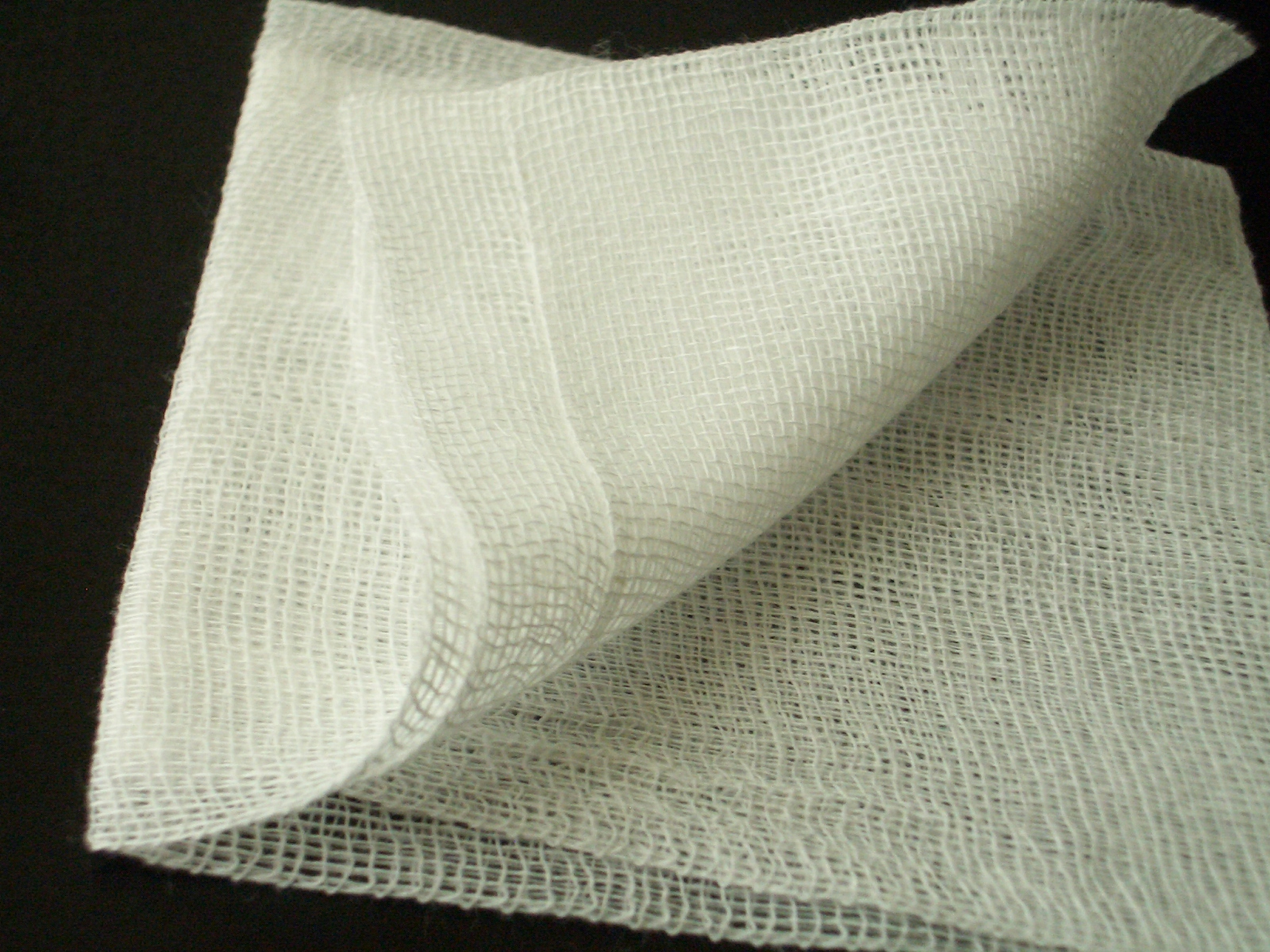
Gaze de algodão, para uso médico.

A gaze ou gaza (do hindustani gazi e do árabe  غزة ghazza)  é um tecido leve, fino e transparente, de algodão ou de seda, muito poroso, estéril (ou esterilizável), de elasticidade, espessura, forma, reticulado e tamanho variáveis, conforme o uso a que se destina. 
É empregada costumeiramente em curativos e intervenções cirúrgicas, podendo estar impregnada de medicamentos tais como antissépticos.

## Etimologia e história
Segundo Houaiss, o termo provém do hindustâni-persa gazī, provavelmente derivado do persa gaz no sentido de 'vara', em alusão à largura do tecido cujo nome seria derivado do topônimo Gaza, na Palestina, onde se supõe a existência de uma antiga indústria têxtil.
Apesar da proibição do comércio com não cristãos pelas autoridades religiosas da Europa medieval, um tipo fino de seda conhecido como gazzatum era importado de Gaza já no século XIII.  Ainda que os membros de ordens religiosas na Europa fossem proibidos de usá-lo, seu uso, para diversos fins, inclusive no vestuário, acabou por se difundir no continente.

## Uso médico
Em medicina, o uso da gaze atende quase sempre a uma ou mais das seguintes finalidades:
- Proteção mecânica da área afetada;
- Reforço estrutural da superfície local;
- Contenção ou minimização de hemorragias;
- Absorção de exsudatos ou secreções oriundas do tecido afetado;
- Impedimento, minimização ou prevenção de infecções recorrentes.

Se destinada a aplicação direta sobre um ferimento ou traumatismo, a atadura de gaze costuma ser fixada por esparadrapos ou por fitas adesivas (também estéreis). Se destinada a proteção e reforço estrutural, a atadura de gaze deve ser convenientemente enrolada em volta da área afetada.